# Референдум о независимости Бугенвиля (2019)

Флаг острова Бугенвиль

Флаг Папуа — Новой Гвинеи

Рефере́ндум о незави́симости Бугенви́ля — референдум, который, согласно договорённостям между правительством Папуа — Новой Гвинеей и автономным правительством Бугенвиля, прошёл с 23 ноября по 7 декабря 2019 года. Первоначально референдум был назначен на 15 июня 2019 года, потом на 17 октября 2019 года.
Вопросы, вынесенные на референдум:
Согласны ли вы с тем, чтобы Бугенвилю было предоставлено:
1) Расширение автономии;
2) Независимость.
По данным Комиссии референдума, всего в голосовании приняли участие 181 067 человек. Из них за независимость проголосовали 176 928, или 98,31 процента. В пользу создания собственного государства высказалось подавляющее большинство проголосовавших, три тысячи жителей острова посчитали, что достаточно широкой автономии.

## Справка
Бугенвиль — крупнейший остров в небольшой группе островов Океании, полуавтономная область в составе государства Папуа — Новая Гвинея. Название дано по имени первооткрывателя, французского исследователя Луи-Антуана де Бугенвиля, который исследовал Океанию в 1768 году (в честь него также названо цветущее вечнозеленое растение). Большая часть населения, более четверти миллиона человек, проживает на главном острове Бугенвиль (по размеру близок к Ямайке).

## История
С 1884 года юго-восточная часть острова Новая Гвинея (Папуа) находилась под господством Британской империи, которая в начале XX века передала её Австралии. Северная часть Соломоновых островов, куда входит Бугенвиль, с 1885 года подчинялась Германии. В 1906 году Великобритания передала Австралийскому Союзу колонию Британская Новая Гвинея. Во время Первой мировой войны Австралия захватила Германскую Новую Гвинею. В 1920 году австралийцы получили мандат Лиги Наций на управление бывшими германскими территориями.
После Первой мировой войны (за исключением краткой японской оккупации во время Второй мировой войны) Австралия управляла Бугенвилем, пока в 1973 году региону не было предоставлено самоуправление, а в 1975 году Папуа — Новая Гвинея стала независимым государством.
Право на независимость
Народ Бугенвиля, представленный меланезийскими племенами, с давних времён заявлял о своих этнических и культурных различиях с людьми, населяющими Папуа—Новую Гвинею, которая находится от острова на расстоянии примерно в 900 километров, и эти настроения уходят вглубь веков. Движение за независимость возникло в то время, когда Организация Объединённых Наций рассматривала вопрос о формировании Папуа—Новой Гвинеи, но проблема привлекла внимание всего мира только в 1988 году, когда протесты на принадлежащем австралийцам руднике возле города Пангуна, на котором добывали золото и медь, стали повсеместными. Последовала десятилетняя гражданская война, унесшая, по разным оценкам, от 15 000 до 20 000 жизней. Основой конфликта стало накапливающееся годами недовольство жителей острова, связанное с тяжёлыми условиями труда, экологическим ущербом, который наносила разработка полезных ископаемых и тем, что они не получали достаточной выгоды от огромного ресурса — рудника по добыче меди и золота, стоимость которого оценивается в 58 миллиардов долларов. Рудник был законсервирован во время боевых действий и остается закрытым до сих пор.
Вопрос о гражданской войне на острове рассматривался в ООН, был подготовлен доклад по результатам исследования вопроса в Папуа—Новой Гвинее (на острове Бугенвиль докладчик не был по причине поломки вертолёта). Противостояние закончилось в 2001 году мирным соглашением между правительством Папуа —Новой Гвиней и повстанцами при посредничестве Австралии и Новой Зеландии. Оно включало пункт о создании единственного национального провинциального законодательного органа — автономного правительства Бугенвиля и содержало обещание провести референдум о независимости.

## Референдум
Референдум был организован на Бугенвиле независимой Комиссией во главе с бывшим премьер-министром Ирландии Берти Ахерном. Начиная с 23 ноября, в течение двух недель граждане Бугенвиля должны были отдать свой голос либо за бо́льшую автономию, либо за независимость. Граждане, проживающие за границей, могли отправить бюллетени по почте. Подавляющее большинство граждан, принявших участие в голосовании на референдуме, высказали желание жить самостоятельно.
Процесс, в результате которого Бугенвиль, возможно, получит независимость, может тянуться годами. Референдум о независимости не является обязательным для исполнения центральными властями в Порт-Морсби, столице Папуа — Новой Гвинеи. Представители национальных и региональных правительств вначале проведут консультации. Вторым этапом может стать разработка законопроекта, законодательно закрепляющая отделение Бугенвиля, и слушания в национальном парламенте, где сформирована значительная оппозиция.
Премьер-министр Папуа-Новой Гвинеи Джеймс Марапе, пришедший к власти в мае 2019 года, более миролюбив, чем его предшественник Питер О’Нил, который поддержал финансирование референдума и в то же время дал понять, что правительство под его руководством не ратифицирует результаты голосования, каким бы они ни были. Марапе заявил в сентябре, что хочет «сохранить единство» в стране. Он также высказался о том, что готов рассмотреть вопрос о расширении автономии Бугенвиля за счет большей экономической независимости, в том числе повторного открытия рудника Пангуна. Жители острова, в свою очередь, жалуются на то, что провинциальному законодательному органу не хватает полномочий и финансирования для какого-либо реального самоуправления, поэтому компромисс с предоставлением большей автономии, вероятно, вряд ли устроит сторонников независимости.
Жители острова полагают, особенно в более изолированных регионах, что победа на референдуме за независимость быстро приведёт к формированию новой нации, и если этого не случится, то они в одностороннем порядке вновь объявят о независимости, как пытались сделать это не один раз. Окончательное решение, предоставлять или нет независимость острову в Тихом океане, должны принять власти Папуа — Новой Гвинеи.

## Оценки референдума в Бугенвиле
На Западе опасаются, что свободный Бугенвиль может оказаться в сфере влияния Китая, также победа повстанцев может иметь более широкие последствия в регионе и в мире. Независимость Бугенвиля может подтолкнуть другие отдаленные провинции Папуа — Новой Гвинеи к попыткам тоже заявить о независимости, что приведёт к нестабильности в одной из крупнейших экономик южной части Тихого океана. Такие действия могут отпугнуть иностранных инвесторов и привести к тому, что реконструкция рудника Пангуна, одного из крупнейших в мире ресурсов меди, затянется на неопределённый срок.